# Kalanchoe poincarei
Kalanchoe poincarei ist eine Pflanzenart der Gattung Kalanchoe in der Familie der Dickblattgewächse (Crassulaceae).

## Beschreibung

### Vegetative Merkmale
Kalanchoe poincarei ist eine zwei- bis dreijährige, vollständig kahle Pflanze, die Wuchshöhen von bis zu 3 Meter erreicht. Ihre einfachen, weißlichen, winzig rot gefleckten Triebe sind aufrecht oder niederliegend-kriechend und wurzelnd. Die gestielten, glauken, grünen bis bläulich grünen Laubblätter sind dunkler gefleckt. Der stängelumfassende Blattstiel ist 1 bis 5 Zentimeter lang. Ihre schmal eiförmige bis lanzettliche, gelegentlich rote Blattspreite ist 3 bis 20 Zentimeter lang und 2,5 bis 10 Zentimeter breit. Ihre Spitze ist stumpf bis zugespitzt, die Basis geöhrt. Der Brutknospen tragende Blattrand ist gekerbt und im oberen Teil mehr oder weniger scharf gezähnt.

### Generative Merkmale
Der kräftige, aufrechte Blütenstand besteht aus lockeren, ebensträußigen Rispen und wird bis zu 30 Zentimeter lang. Der Blütenstandsstiel erreicht eine Länge von bis zu 50 Zentimeter. Die hängenden Blüten stehen an schlanken, 6 bis 18 Millimeter langen Blütenstielen. Der aufgeblähte, glockenförmige, länglich-runde Kelch ist rot oder rotgrün bis gelb mit rotpurpurnen Linien und bläulichem Reif. Die Kelchröhre ist 5 bis 25 Millimeter lang. Die dreieckigen, zugespitzten Kelchzipfel weisen eine Länge von 7,5 bis 9,5 Millimeter auf und sind 6,7 bis 9 Millimeter breit. Die röhrig-glockenförmige Blütenkrone ist rot, rosapurpurn, gelb oder gelbrosafarben. Die an ihrer Basis etwas vierkantige Kronröhre ist 17 bis 19 Millimeter lang. Ihre verkehrt eiförmig bis lanzettlichen, stark zugespitzten Kronzipfel weisen eine Länge von 11 bis 13 Millimeter auf und sind 7 bis 10 Millimeter breit. Die Staubblätter sind unterhalb der Mitte der Kronröhre angeheftet. Obere Staubblätter ragen leicht aus der Blüte heraus. Die eiförmig-nierenförmigen Staubbeutel sind etwa 2 Millimeter lang. Die verkehrt eiförmig-quadratischen, ausgerandeten Nektarschüppchen weisen eine Länge von etwa 2,5 Millimeter auf und sind etwa 1,4 Millimeter breit. Das eiförmig-lanzettliche Fruchtblatt weist eine Länge von 6 bis 10 Millimeter auf. Der Griffel ist 19 bis 25 Millimeter lang.
Die verkehrt eiförmigen Samen erreichen eine Länge von etwa 0,5 Millimeter.

## Systematik und Verbreitung
Kalanchoe poincarei ist im Norden von Madagaskar auf Felsen oder Sand bis in Höhen von 800 Metern verbreitet.
Die Erstbeschreibung durch Raymond-Hamet und Henri Perrier de La Bâthie wurde 1913 veröffentlicht.

## Nachweise